# Политические партии Израиля
В Израиле действует многопартийная система, при которой ни одной партии не удаётся получить абсолютное большинство в парламенте (Кнессете).

## Историческая справка
Израильская многопартийная система сложилась ещё до провозглашения государства в 1948 году. Основную силу в начальный период составляли партии социалистического направления (такие как «МАПАЙ»). Существовали также правые партии «сионистов-ревизионистов» — «Эцель», и отколовшаяся от него «ЛЕХИ». Помимо политической борьбы за независимость, подпольные военные организации как социалистов — «Хагана», так и ревизионистов, вели борьбу против английских оккупационных властей военными методами.
После образования Государства Израиль на базе «Эцеля» была создана партия «Херут», проигравшая на первых выборах партии «МАПАЙ», лидер которой Давид Бен-Гурион стал премьер-министром Израиля. Серьёзную силу составляла в начале 50-х годов и партия «МАПАМ», стоявшая на крайне левых просоветских позициях. Партии «ревизионистов» («Херут») и либерально-буржуазного направления находились в оппозиции правительству.
Накануне Шестидневной войны (1967) в правительство национального единства (ПНЕ) вошёл Менахем Бегин — лидер оппозиционного блока «ГАХАЛ», созданного на базе «Херута» и «Либеральной партии». В этот же период произошёл раскол в Коммунистической партии Израиля. Часть руководителей партии (Микунис и Снэ) поддержали правительство во время военного конфликта.
В 1977 году к власти пришёл блок «Ликуд» (полное название — «Национальное либеральное движение»), образованный на основе блока «ГАХАЛ» и присоединившихся к нему партий «Мерказ Хофши», «Решима Мамлахтит» и группы из движения «Эрец Исраэль ха-Шлема». «Ликуд» оставался у власти (как главный партнер или в рамках ПНЕ) до 1992 года. С тех пор правительство возглавляли как социалисты-лейбористы из партии «Авода», созданной на базе партии «МАПАЙ», так и национальные либералы — на базе «Ликуда».
В 2005 году после раскола «Ликуда» (причиной послужили разногласия по поводу вывода войск из сектора Газа) образовалась новая партия «Кадима» во главе с премьер-министром Ариэлем Шароном. В 2006 году эта партия победила на выборах и сформировала правительство.
После выборов 2009 года, «Ликуд» сформировала коалиционное правительство с правыми и религиозными партиями во главе с премьер-министром Биньямином Нетаньяху.

## Современное состояние
Разделение партий на правые и левые в Израиле несколько отличается от традиционно принятого в других странах. Партии можно условно разделить по следующим критериям: отношение к мирному процессу и отношение к религии.
Традиционно, партии, выступающие за мирное разрешение конфликта с арабами, считаются левыми; как правило, эти партии (такие как «Авода», «Яхад-Мерец», «Хадаш» и арабские партии) готовы на серьёзные территориальные уступки. Партии правого толка (такие как «Ликуд», «Мафдал-Ихуд Леуми») более склонны к жёсткой позиции. На данный момент правительство возглавляет правоцентристская партия «Ликуд», возглавляемая Биньямином (Биби) Нетаньяху. 

### Религиозные партии
Религиозные еврейские круги были представлены партиями «ШАС» (религиозная сефардская партия) и блоками «Яхадут ха-Тора» (состоящим из двух партий, представляющих ультраортодоксальные течения иудаизма) и «Мафдал-Ихуд Леуми» (религиозные сионисты).

### Партии русскоязычных репатриантов
Перед выборами 1996 года была образована партия, представлявшая интересы многочисленной русскоязычной общины — «Исраэль ба-Алия» во главе с Натаном Щаранским. Позднее была образована также партия «Наш дом — Израиль» во главе с Авигдором Либерманом. Эти партии в разные годы входили в коалицию.
В настоящее время партия «Исраэль ба-Алия» прекратила своё существование, объединившись с «Ликудом». Партия «Наш дом — Израиль» в конце 2007 года вышла из правительства и до выборов 2009 года находилась в оппозиции. В настоящее время вновь входит в правительственную коалицию.
Русскоязычные партии, подавшие заявки на участие в выборах в Кнессет 19 созыва, в 2013 году:
- «Ха-Исраэлим», лидер — Давид Кон
- «Мифлегет Калькала» («Партия экономики»), лидер — Юлия Шамалова-Беркович

## Партии, представленные в кнессете

### В кнессете 20 созыва
Кнессет 20-го созыва был избран 17 марта 2015 года.
- «Ликуд» (мест в кнессете: 30) — лидер Нетаньяху, Биньямин
- Сионистский лагерь (Авода + ха-Тнуа) (мест в кнессете: 26) — лидер Ицхак Герцог
- «Йеш Атид» (мест в кнессете: 11) — лидер Яир Лапид
- «Еврейский дом» (мест в кнессете: 8) — лидер Нафтали Беннет
- «Наш дом Израиль» (мест в кнессете: 6) — лидер Авигдор Либерман
- «ШАС» (мест в кнессете: 7) — лидер Арье Дери
- «Яхадут ха-Тора» (мест в кнессете: 6) — лидер Яаков Лицман
- «Мерец» (мест в кнессете: 5) — лидер Захава Гальон
- «Общий список» («Хадаш» + РААМ + «Тааль» + «Балад») (мест в кнессете: 13) — лидер Мухаммед Бараке
- Кулану (мест в кнессете: 10) — лидер Моше Кахлон.

### В кнессете 19 созыва
Кнессет 19-го созыва был избран 22 января 2013 года.
- «Ликуд - Наш дом Израиль» (мест в кнессете: 31) — лидеры Биньямин Нетаньяху, Авигдор Либерман
- «Йеш Атид» (мест в кнессете: 19) — лидер Яир Лапид
- «Еврейский дом» (мест в кнессете: 13) — лидер Нафтали Беннет
- «Авода» (мест в кнессете: 15) — лидер Шели Яхимович
- «ШАС» (мест в кнессете: 11) — лидеры Эли Ишай, Арье Дери
- «Яхадут ха-Тора» (мест в кнессете: 7) — лидер Яаков Лицман
- «Ха-Тнуа» (мест в кнессете: 6) — лидер Ципи Ливни
- «Мерец» (мест в кнессете: 6) — лидер Захава Гальон
- «Хадаш» (мест в кнессете: 4) — лидер Мухаммед Бараке
- «РААМ-Тааль» (мест в кнессете: 4) — лидер Ибрагим Царцур
- «Балад» (мест в кнессете: 3) — лидер Джамаль Захалка
- «Кадима» (мест в кнессете: 2) — лидер Шауль Мофаз

### В кнессете 18 созыва
Кнессет 18-го созыва был избран 10 февраля 2009 года.
- «Кадима» (мест в кнессете: 28) — лидер Шауль Мофаз
- «Ликуд» (мест в кнессете: 27) — лидер Биньямин Нетаньяху
- «Наш дом — Израиль» (мест в кнессете: 15) — лидер Авигдор Либерман
- «Авода» (мест в кнессете: 8) — лидер Шели Яхимович
- «ШАС» (мест в кнессете:11) — лидер Эли Ишай
- «Яхадут ха-Тора» (мест в кнессете: 5) — лидер Яаков Лицман
- «Ихуд Леуми» (мест в кнессете: 4) — лидер Яаков Кац
- «Хадаш» (в том числе Коммунистическая партия Израиля) (мест в кнессете: 4)
- «Объединенный арабский список» — «Тааль» (мест в кнессете: 4)
- «Еврейский дом» (мест в кнессете: 3) — лидер Даниэль Гершкович
- «Балад» (мест в кнессете: 3) — лидер Джамаль Захалка
- «МЕРЕЦ» (мест в кнессете: 3) — лидер Захава Гальон

### В кнессете 17 созыва
- «Кадима» (мест в кнессете: 29) — лидер Ципи Ливни
- «Ликуд» (мест в кнессете: 12) — лидер Биньямин Нетаньяху
- «Авода» — «Меймад» (мест в кнессете: 19) — лидер Эхуд Барак
- «Гиль» (партия пенсионеров (мест в кнессете: 7) — лидер Рафи Эйтан
- «ШАС» (мест в кнессете: 12) — лидер Эли Ишай
- «Наш дом — Израиль» (мест в кнессете: 12) — лидер Авигдор Либерман
- «Ихуд Леуми» — «Мафдал» (мест в кнессете: 9) — лидер Звулун Орлев
- «Мерец» — «Яхад» (мест в кнессете: 5) — лидер Йоси Бейлин
- «Яхадут ха-Тора» (мест в кнессете: 6) — лидер Моше Гафни
- «Балад» (мест в кнессете: 3)
- «Хадаш» (в том числе Коммунистическая партия Израиля) (мест в кнессете: 3)
- «Объединенный арабский список» — «Тааль» (мест в кнессете: 2)

## Прочие партии
- «Але ярок», в переводе «Зелёный лист» — политическая партия либерального толка, ставящая своей основной целью легализацию лёгких наркотиков вообще и марихуаны в частности. Лидер партии — Боаз Вахтель. Регулярно участвует в выборах в Кнессет, но ни разу не прошёл электоральный барьер в 2 мандата[4].